# Kate
是图形工作环境中的一个文本編輯器，它的名字是（高级文本编辑器）的缩写。从KDE2.2开始作为KDE的一部分。它是一個自由軟件。
主要是给程序员、系统管理员和有经验的用户使用的。程序里结合有编程语言如C语言、和置标语言如的語法高亮度顯示和語法摺疊的功能。许多文件可以被同时打开，用户可以设置和管理项目。此外还结合有一个终端和支持许多插件。
是一个，因此它的编辑部分可以被嵌入其它程序中。集成开发环境和网页开发程序就是两个嵌入的程序。
有一个能够编辑维基语法的模式。使用一个文件它能够分辨指令、维基指令、链接、标题、列表等。
2014年，推出其项目的吉祥物——啄木鸟，由钛山创作。

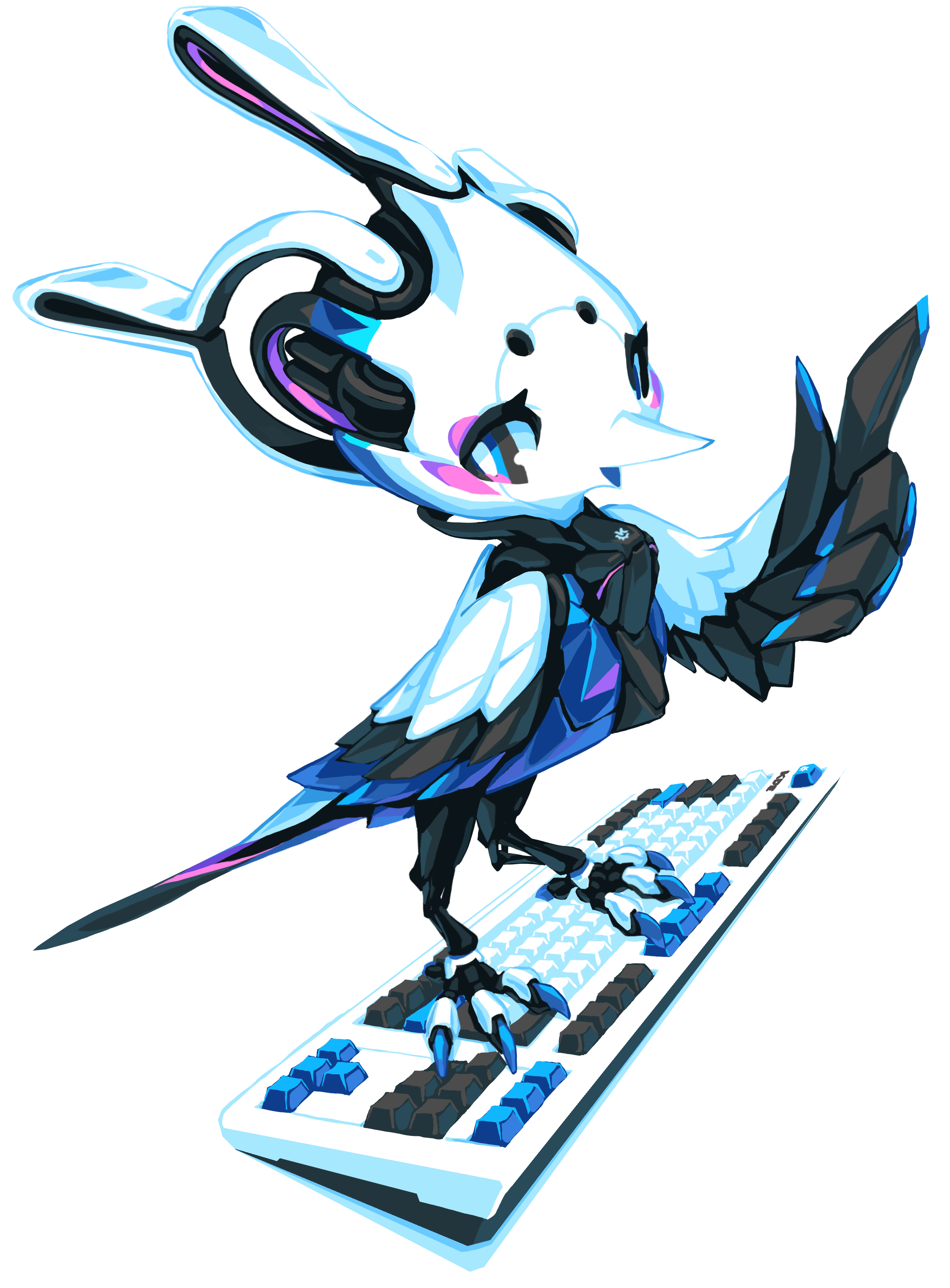
Kate的吉祥物——啄木鸟